# 马西莱图瓦勒
马西莱图瓦勒（法語：Marcy-l'Étoile，法語發音：[maʁsi letwal]）是法国里昂大都会的一个市镇，属于里昂区。

## 地理
马西莱图瓦勒（45°46'52"N, 4°42'22"E）面积5.37 平方千米，位于法国奥弗涅-罗讷-阿尔卑斯大区里昂大都会，后者为法国的一个特殊地位集体，自2015年脱离罗讷省成立，位于法国中东部，中心城市为里昂。
与马西莱图瓦勒接壤的市镇（或旧市镇、城区）包括：拉图尔德萨尔瓦尼、塔桑拉德米吕讷、沙博尼耶尔莱班、朗蒂伊。
马西莱图瓦勒的时区为UTC+01:00、UTC+02:00（夏令时）。

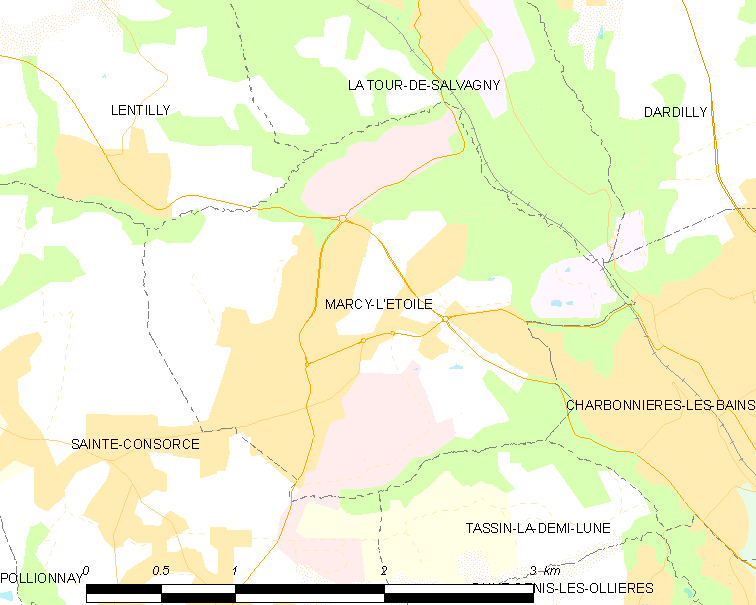
马西莱图瓦勒的OSM定位图

## 行政
马西莱图瓦勒的邮政编码为69280，INSEE市镇编码为69127。

## 政治
马西莱图瓦勒的现任市长为洛伊克·科曼（Loïc Commun）先生，任期为2020-2026年。

## 人口

1962-2008年间马西莱图瓦勒人口变化图示

马西莱图瓦勒于2022年1月1日时的人口数量为3711人。